# Der Tagesspiegel
Berlínský deník Der Tagesspiegel vyšel poprvé 27. září 1945 pod licencí tehdejší americké vojenské správy.

## Dějiny a profil
V prvních letech své existence byl Der Tagesspiegel rozšířen v Berlíně a v Braniborsku, po berlínské blokádě 1948 a rozdělení města bylo jeho rozšíření omezeno pouze na Západní Berlín.
Der Tagesspiegel, který si zvolil jako motto latinské heslo rerum cognoscere causas (rozpoznat příčiny), si zakládá nejen na poskytování informací, ale i na jejich komentování. Politicky se deník vyznačuje levicově-liberálními pozicemi, hospodářsky zastupuje tržně-hospodářská stanoviska.
Za svůj layout byl Der Tagesspiegel roku 2005 vyznamenán cenou World's Best-Designed Newspapers Award společnosti Society for News Design v New Yorku.